# Irving Fisher

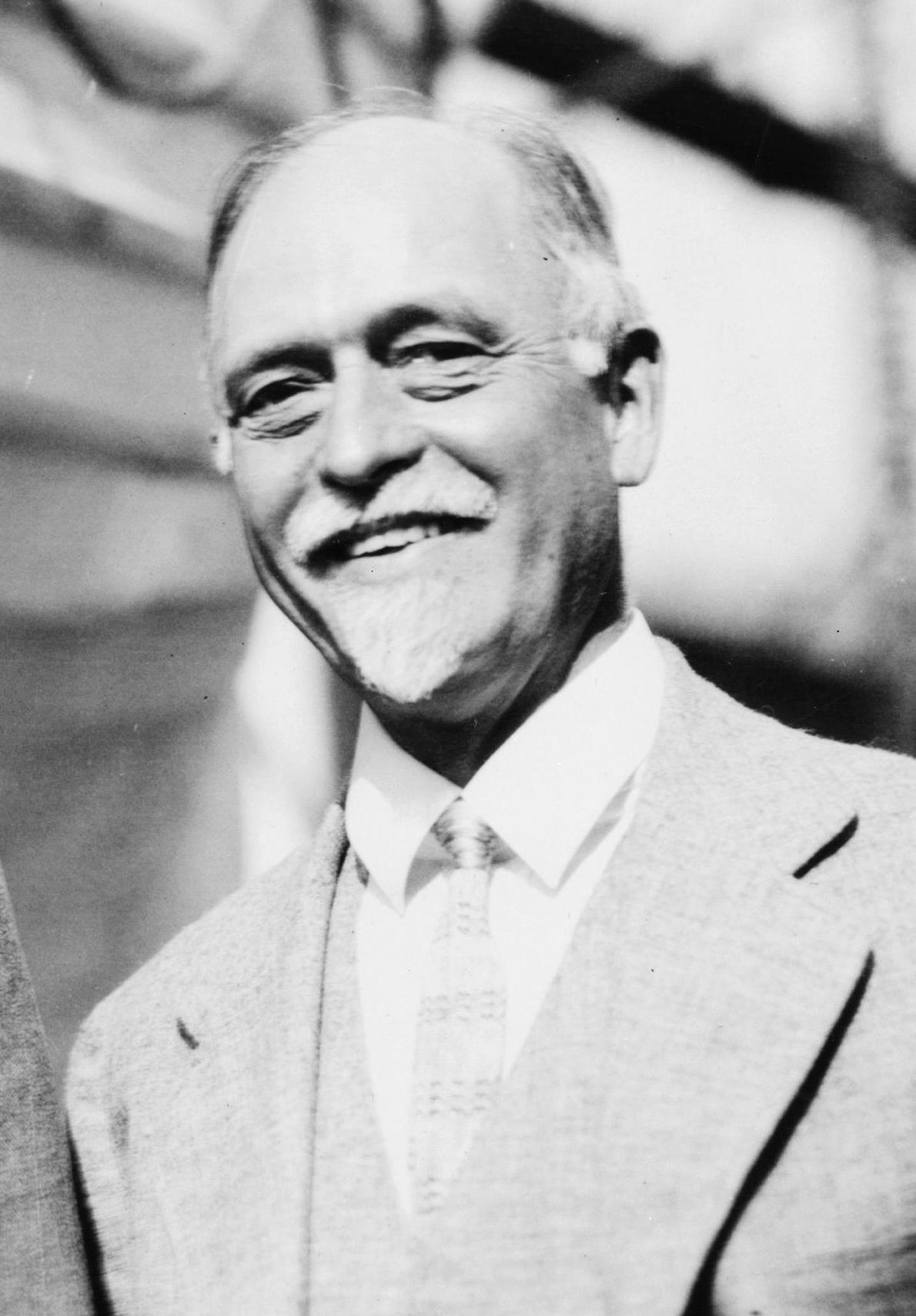
Irving Fisher

Irving Fisher (Saugerties, 27 februari 1867 – New York, 29 april 1947) was een Amerikaans econoom. Hij was een van de eerste Amerikaanse neoklassieke economen. Verschillende economische termen zijn naar hem genoemd zoals de Fishervergelijking, de Fisherhypothese en het Fisher-scheidingstheorema.

## Biografie

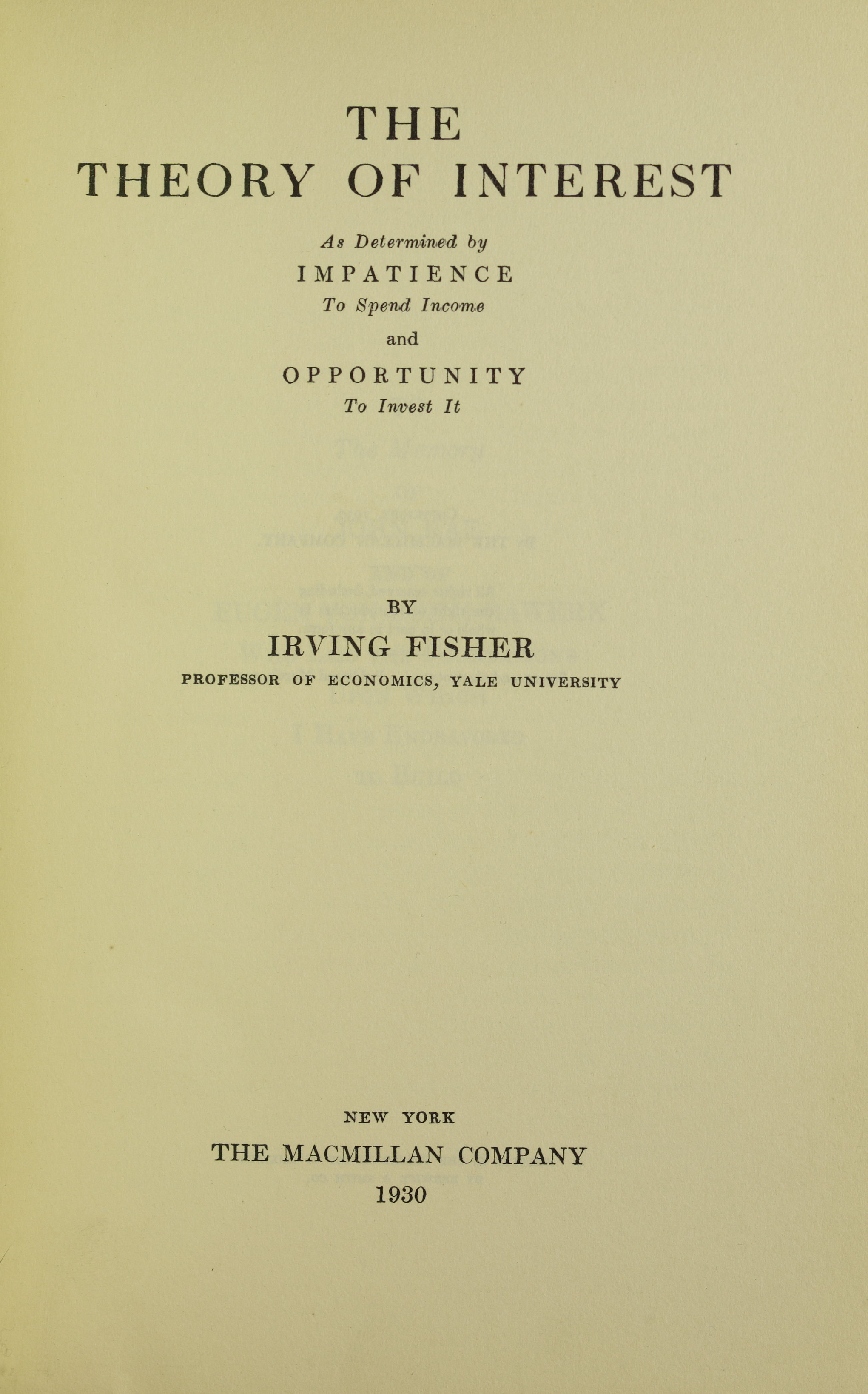
Theory of interest as determined by impatience to spend income and opportunity to invest it, 1930

Fisher werd in 1867 in het dorp Saugerties in de staat New York geboren. Zijn vader was leraar en dominee in de Congregationalistische kerk. Zijn vader voedde zijn zoon op om een nuttig lid van de samenleving te worden. Reeds als kind beschikte Fisher over opmerkelijke wiskundige vermogens en een flair voor uitvindingen. Een week nadat hij werd toegelaten tot Yale stierf zijn vader op 53-jarige leeftijd. Irving steunde zijn moeder, broer en zichzelf vooral door de begeleiding van studenten (tutoring). Hij studeerde in 1888 met een BA-graad als eerste in zijn jaar af. Tijdens zijn studie werd hij tot lid verkozen van het beroemde dispuut Skull and Bones.
In 1891 behaalde Fisher de eerste Ph.D. in de economische wetenschap die door Yale werd uitgereikt. Zijn thesisadviseurs waren de theoretisch natuurkundige Willard Gibbs en de socioloog William Graham Sumner. Ook als student had Fisher een bijzonder talent en geneigdheid tot de wiskunde getoond, maar hij was van mening dat de economische wetenschap meer ruimte bood voor zijn ambities en sociale belangstelling. Zijn proefschrift dat in 1892 door Yale werd uitgegeven onder de titel, Mathematical Investigations in the Theory of Value and Prices, was een strikte uiteenzetting van theorie van het algemeen evenwicht. Toen hij begon te schrijven aan zijn proefschrift was Fisher zich niet bewust dat Léon Walras en zijn continentaal-Europese leerlingen al een soortgelijke weg hadden bewandeld. Toch was Fishers werk een zeer belangrijke bijdrage aan de economie en werd het door Europese economen zoals Francis Edgeworth onmiddellijk erkend en geprezen als een eerste klas werk.
Na zijn afstuderen aan Yale studeerde Fisher enige tijd in Berlijn en Parijs. Vanaf 1890 was hij verbonden aan Yale, eerst als tutor, na 1898 als hoogleraar in de politieke economie. In 1935 ging hij met emeritaat. Van 1896 tot 1910 was hij hoofdredacteur van de Yale Review. Hij was actief in een groot aantal wetenschappelijke genootschappen, instituten, en welzijnsorganisaties. In 1918 was hij voorzitter van de American Economic Association. Een vroege en toonaangevende voorstander  van de econometrie richtte hij in 1930 samen met Ragnar Frisch en Charles F. Roos de Econometric Society op. Hiervan werd hij de eerste voorzitter.
Fisher was een productief schrijver. Hij schreef zowel technische boeken en artikelen als ook journalistieke artikelen. Ook schreef hij over hoe verschillende maatschappelijke vraagstukken rondom de Eerste Wereldoorlog zouden moeten worden aangepakt, over de welvarende jaren twintig en de depressie in de jaren dertig. Hij deed meerdere praktische uitvindingen. De meest opmerkelijke daarvan een "kaartenbaksysteem met zichtbare index", dat hij in 1913 patenteerde. Hij verkocht dit patent in 1925 aan Kardex Rand (het latere Remington Rand). Dit en zijn daaropvolgende agressieve beleggingen in aandelen maakte hem in 1929 tot veelvuldig multimiljonair, maar zorgde er ook voor dat hij in de jaren na de crash van 1929 nagenoeg zijn gehele vermogen verloor.
Niet alleen Fishers financiële toestand maar ook zijn academische reputatie raakten geknakt door de crisis van 1929 en de uitspraken die hij hierover deed. Op 5 september 1929 verklaarde hij dat aandelenkoersen een 'permanent hoog plateau' hadden bereikt. Op 21 oktober 1929 verklaarde hij dat de recente ontwikkelingen slechts een randverschijnsel ('lunatic fringe') betroffen, en dat de koersen nog veel verder konden stijgen. Op 23 oktober verklaarde hij in een vergadering dat de koersen niet waren 'opgeblazen'. Vier maanden later, tijdens de crisis, verklaarde Fisher dat herstel spoedig zou volgen. Nadien waarschuwde Fisher dat de deflatie de schulden van het bedrijfsleven moeilijker af te lossen maakte. Hoewel de theorie in de jaren '80 alsnog opgeld zou maken, had Fisher op dat moment al zoveel geloofwaardigheid verloren dat er niet meer naar hem werd geluisterd.
Fisher was een actief campagnevoerder op het gebied van sociale kwesties en gezondheid en een voorvechter van het vegetarisme, de prohibition en de eugenetica. Fisher stierf in 1947 op 80-jarige leeftijd.

## Voetnoten
1. ↑  Obituary record of graduates deceased during the year ending July 1, 1947. Yale University (1948). Gearchiveerd op 4 april 2023.
2. ↑  Shiller, Robert (2011). The Yale Tradition in Macroeconomics (blz. 31). Economic Alumni Conference.
3. ↑  US patent 1048058
4. ↑  Victor R. Fuchs (2005). Health, Government, and Irving Fisher. American Journal of Economics and Sociology 64: 407–425.

- Bibsys: 7060082
- Biblioteca Nacional de España: XX1165001
- Bibliothèque nationale de France: cb122777585 (data)
- Catàleg d'autoritats de noms i títols de Catalunya: 981058526990206706
- CiNii: DA01469011
- Gemeinsame Normdatei: 118533541
- International Standard Name Identifier: 0000 0001 1047 3061
- Library of Congress Control Number: n50005294
- Nationale Bibliotheek van Letland: 000033711
- Mathematics Genealogy Project: 168533
- National Archives and Records Administration: 10581077
- Bibliotheek van het Japanse parlement: 00439611
- Nationale Bibliotheek van Tsjechië: mzk2005282649
- Nationale bibliotheek van Australië: 35086483
- Nationale Bibliotheek van Israël: 987007463654205171
- Nationale Bibliotheek van Polen: a0000002112823
- Nederlandse Thesaurus van Auteursnamen: 069466653
- LIBRIS: 186953
- SNAC: w6765jrf
- Système universitaire de documentation: 031592813
- Trove: 822401
- Virtual International Authority File: 27126999
- WorldCat: E39PBJht9fyyjhcBkVkVwxwV4q